# Roucheria monsalveae
Roucheria monsalveae är en linväxtart som beskrevs av Alwyn Howard Gentry. Roucheria monsalveae ingår i släktet Roucheria och familjen linväxter. Inga underarter finns listade i Catalogue of Life.